# COX7A2L
COX7A2L (англ. Cytochrome c oxidase subunit 7A2 like) – білок, який кодується однойменним геном, розташованим у людей на короткому плечі 2-ї хромосоми.  Довжина поліпептидного ланцюга білка становить 114 амінокислот, а молекулярна маса — 12 615.
| 10         |  | 20         |  | 30         |  | 40         |  | 50         |
| ---------- |  | ---------- |  | ---------- |  | ---------- |  | ---------- |
| MYYKFSGFTQ |  | KLAGAWASEA |  | YSPQGLKPVV |  | STEAPPIIFA |  | TPTKLTSDST |
| VYDYAGKNKV |  | PELQKFFQKA |  | DGVPVYLKRG |  | LPDQMLYRTT |  | MALTVGGTIY |
| CLIALYMASQ |  | PKNK       |  |            |  |            |  |            |

A: Аланін

C: Цистеїн

D: Аспарагінова кислота

E: Глутамінова кислота

F: Фенілаланін

G: Гліцин

I: Ізолейцин

K: Лізин

L: Лейцин

M: Метіонін

N: Аспарагін

P: Пролін

Q: Глутамін

R: Аргінін

S: Серин

T: Треонін

V: Валін

W: Триптофан

Задіяний у такому біологічному процесі як ацетиляція. 
Локалізований у мембрані, мітохондрії, внутрішній мембрані мітохондрії.